# Villa Sanssouci (Radebeul)
Die Villa Sanssouci liegt im Stadtteil Kötzschenbroda der sächsischen Stadt Radebeul, in der Käthe-Kollwitz-Straße 6. Die Villa wurde 1901/1902 durch den Baumeister Adolf Neumann errichtet.

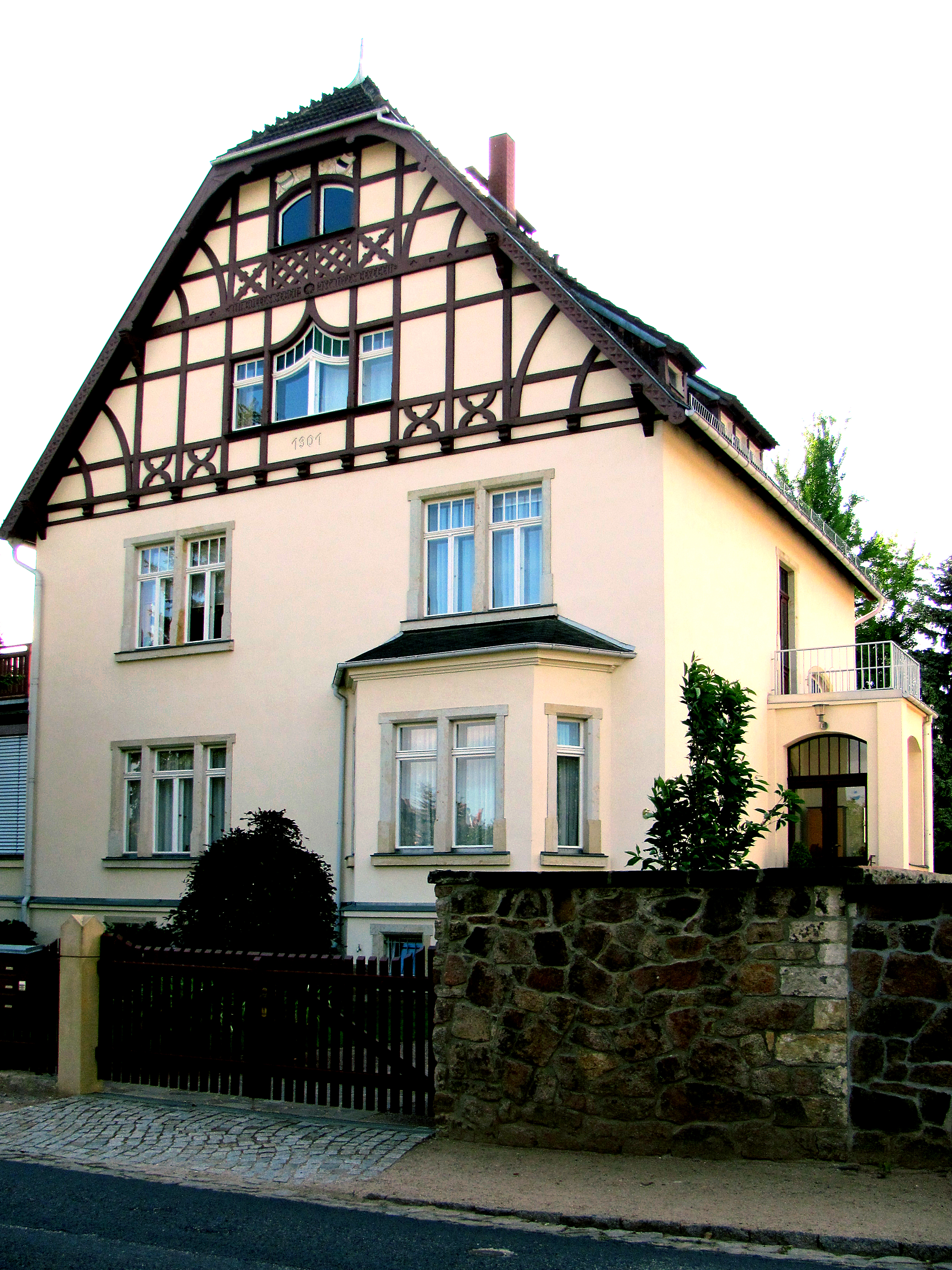
Villa Sanssouci

## Beschreibung

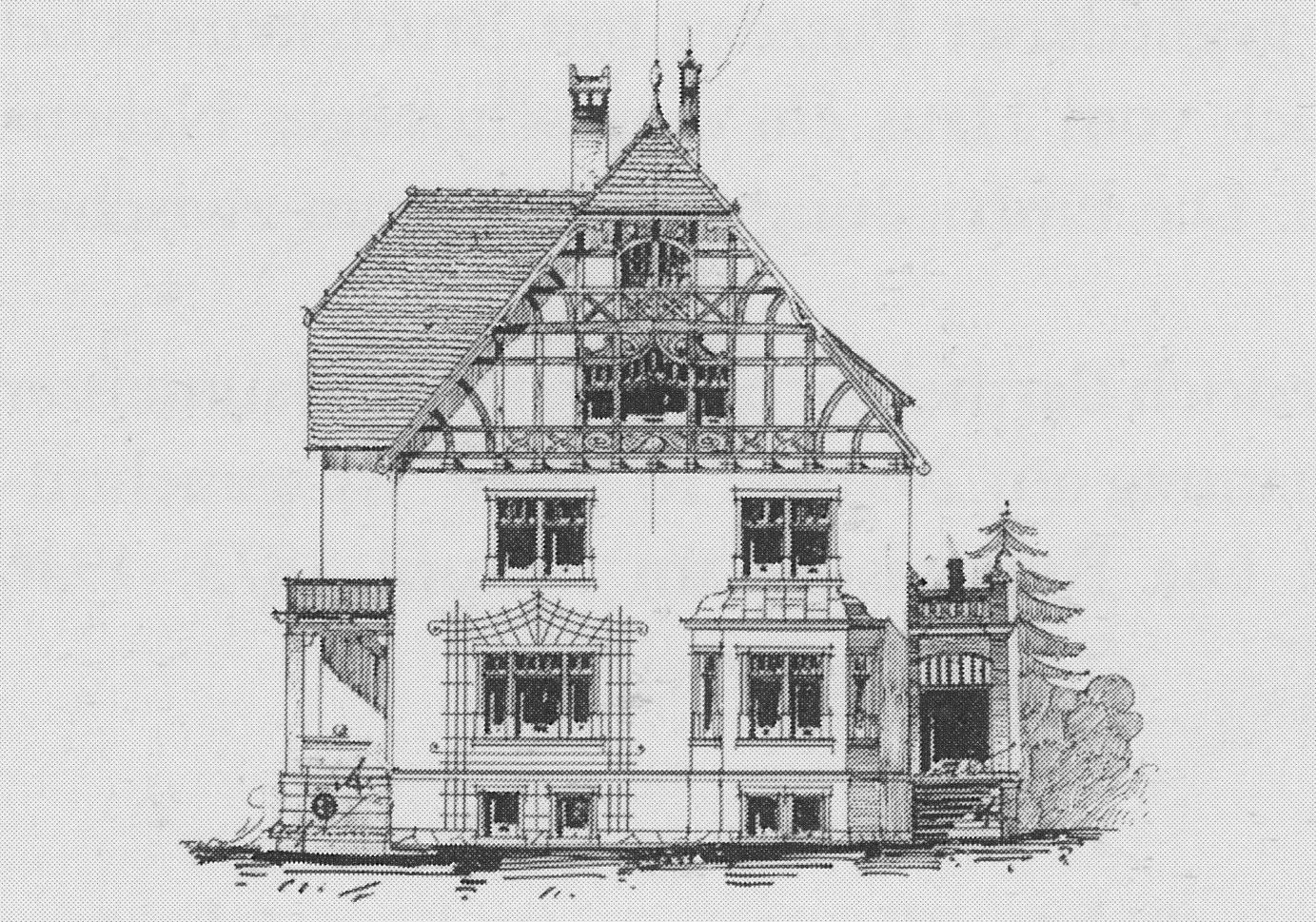
Bauzeichnung um 1902, mit einer Unterschrift Adolf Neumanns

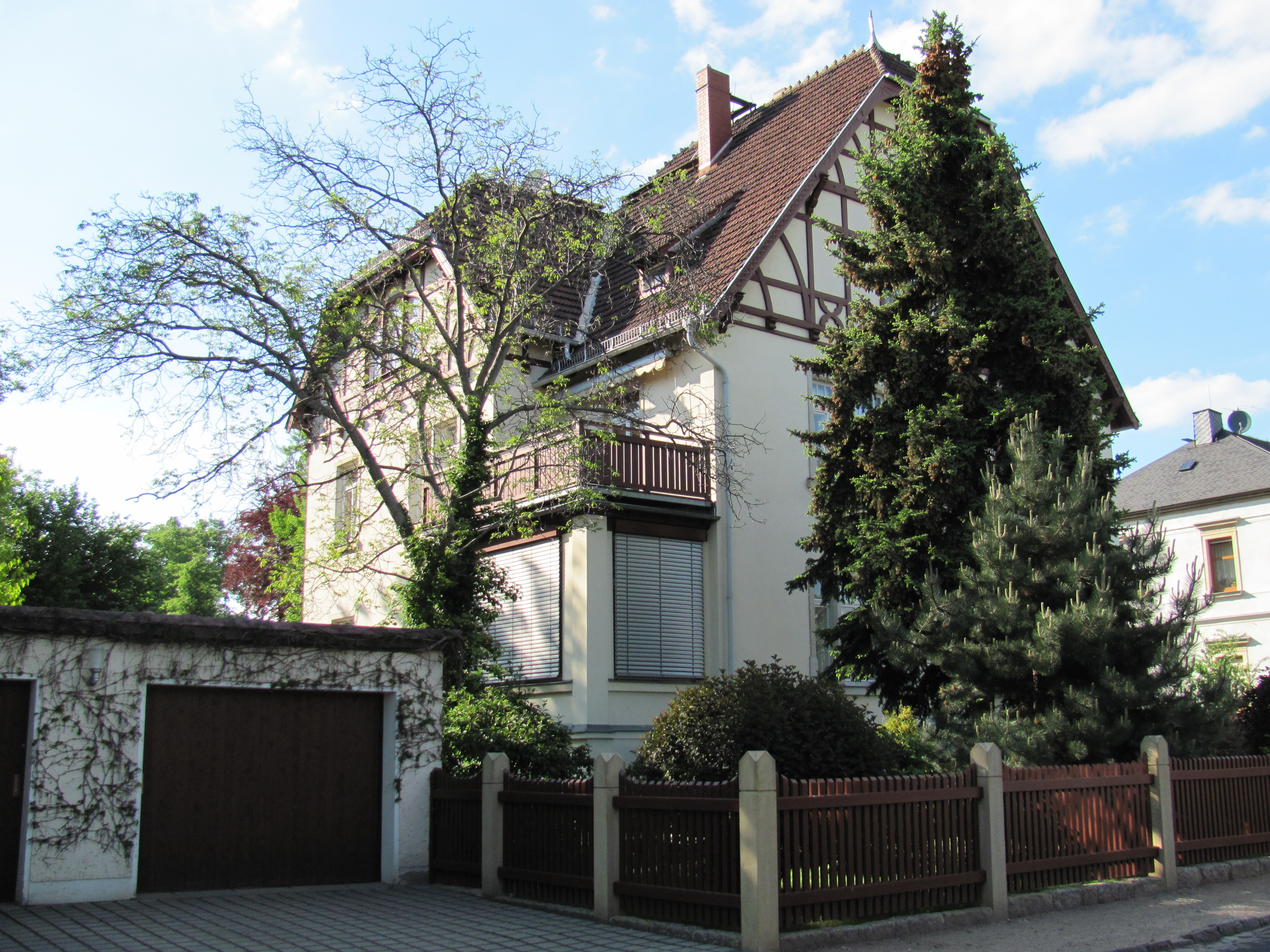
Villa Sanssouci

Villa Sanssouci (Mitte), links Villa Käthe-Kollwitz-Straße 4, rechts Villa Greif. Ansichtskarte um 1900.

Die zweigeschossige, mit der Einfriedung unter Denkmalschutz stehende Villa über L-förmigem Grundriss, auch als Mietvilla angesprochen, hat eine „malerische Aufrissbildung“ im Stil der deutschen Architektur um 1500 (Altdeutscher Stil, Neorenaissance). Das Gebäude steht auf einem Souterraingeschoss, das ziegelgedeckte Krüppelwalmdach ist ausgebaut. First und Grate sind mit Zierziegeln gedeckt.
In der Straßenansicht des sparsam gegliederten Putzbaus zeigt sich ein hoher Giebel, der über die gesamte Hausbreite mit Zierfachwerk geschmückt ist, welches Andreaskreuze und gebogene Streben aufweist sowie Fußwinkelhölzer mit Kerbschnittornamenten. Im Giebel findet sich neben einer Datierung 1901 auch die Inschrift „An Gottes Segen ist alles gelegen“. Im Erdgeschoss der rechten Fensterachse, die in der großzügigen, zweiachsigen Straßenansicht aus Koppelfenstern bestehen, steht ein polygonaler Standerker. Das sich links davon befindende Drillingsfenster war ehedem von einem Rosenspalier umgeben.
In der linken Seitenansicht, die nach Süden zum Garten zeigt, steht vor dem Winkel zum hinteren Gebäudeflügel eine Veranda. Der Gebäudeflügel selbst hat ebenfalls einen Krüppelwalmgiebel, der mit Zierfachwerk geschmückt ist. In der rechten, nach Norden zeigenden Seitenansicht, steht ein Eingangsvorbau.

## Geschichte
Der Baumeister Adolf Neumann reichte im August 1901 „als Bauender, Ausführender und Bauleiter“ einen Bauantrag für ein „Wohnhaus“ auf eigenem Grundstück und nach eigenem Entwurf beziehungsweise dem seines Mitarbeiters Felix Sommer ein. Genehmigungen ergingen im September 1901 und im Mai 1902. Im August 1902 wurde die Fertigstellung gemeldet.